# Academisch kwartiertje
Het academisch kwartiertje is de ongeschreven regel (gebruik) op universiteiten dat alle colleges en vaak ook werkgroepen standaard een kwartier  later dan ingeroosterd beginnen. Als bijvoorbeeld een bepaald college van 11.00-13.00 uur is, weten studenten dat het college pas om 11.15 uur zal beginnen. Het kwartier verschil tussen geplande en werkelijke aanvangstijd is dan het academisch kwartiertje.
Een verklaring voor dit kwartiertje kon vroeger gevonden worden in de tijd die nodig was om het krijtbord in de collegezaal schoon te maken. De aantekeningen van de vorige docent moesten voor het nieuwe college verwijderd worden, vaak met een natte spons, en het bord had dan enige tijd nodig om weer te drogen. 
Op sommige universiteiten wordt de aanduiding naargelang de plaatselijke situatie aangepast. Zo wordt gesproken van het Leids kwartiertje, het Maastrichts kwartiertje en het Leuvens kwartiertje. Een inhoudelijk verschil is er echter niet. De Universiteit Leiden had met ingang van het studiejaar 2019-2020 de werkelijke begintijd van colleges en werkgroepen standaard een kwartier opgeschoven. Een college stond toen bijvoorbeeld ingeroosterd van 11.15 tot 13.00 uur. Het begon dan ook daadwerkelijk om 11.15 uur. Eigenlijk was dit een formalisering van het academisch kwartiertje. Ondertussen is het Leids kwartiertje afgeschaft. 
Een iets andere betekenis van het academisch kwartiertje, meer in België gebruikelijk, is in het studentenjargon aan de universiteit de tijd dat studenten wachten op het binnenkomen van de docent of hoogleraar. Als een college geprogrammeerd staat om 10 uur, wachten ze dus tot 10.15 u en verlaten dan de collegezaal. Als de docent daarna opdaagt om alsnog zijn college te geven, zal dat niet kunnen doorgaan, maar kan deze dit de studenten melden. 